# Antonino Bossolo
Antonino Bossolo (Casteldaccia, 27 gennaio 1995) è un taekwondoka italiano, bronzo paralimpico nella categoria 63 kg a Parigi 2024.

## Biografia
Nato con una malformazione congenita al braccio sinistro, Antonino Bossolo cominciò a praticare il taekwondo all'età di undici anni, dietro insistenza della madre Piera; precedentemente aveva spaziato tra varie discipline sportive, come nuoto, calcio e badminton. Nel 2014, gareggiando tra i normodotati fu vice-campione juniores e successivamente anche agli assoluti senior.
Convocato in nazionale, vinse il bronzo agli europei del 2014 e, nello stesso anno, il bronzo ai mondiali di Mosca. Negli anni successivi ottenne altri tre bronzi europei, fino a conquistare il titolo continentale nel 2018.
Ai mondiali vinse l'argento nel 2015 e nel 2021, per poi conquistare l'oro nel 2023, sconfiggendo in finale il numero uno del ranking.
Nel 2020 si qualificò per i suoi primi giochi paralimpici: a Tokyo riuscì ad avanzare fino a disputare l'incontro per la medaglia di bronzo, ritirandosi durante lo stesso a seguito di un infortunio alla gamba.
Nel 2024 prese parte per la seconda volta alle Paralimpiadi: in questa occasione riuscì a conquistare il bronzo, prima medaglia di un parataekwondoka italiano nella storia dei Giochi.
Sposato con Sofia, ha un figlio di nome Carlo.

## Palmarès
- Giochi paralimpici

Tokyo 2020: 5º nei 61 kg;
Parigi 2024:  Bronzo nei 63 kg;
- Mondiali

2014:  Bronzo  nei 61 kg;
2015:  Argento  nei 61 kg;
2021:  Argento  nei 61 kg;
2023:  Oro  nei 61 kg;
- Europei

2014:  Bronzo
2015:  Bronzo
2016:  Bronzo
2017:  Bronzo
2018:  Oro
2019:  Bronzo
2022:  Argento